# Aeneas Mackintosh
Aeneas Mackintosh (Bihar, 1 juli 1879 - McMurdo Sound, 8 mei 1916) was een Brits ontdekkingsreiziger.

## Biografie
Mackintosh werd geboren in Bihar, dat destijds bij Brits-India hoorde. Van 1907 tot 1909 maakte hij deel uit van de Nimrod-expeditie onder leiding van Ernest Shackleton. Vanaf 1914 was hij opnieuw in Antarctica voor de Endurance-expeditie. Hij had de leiding over de Ross Sea Party, een onderdeel van de Endurance-expeditie. De Ross Sea Party moest de weg onderzoeken die Shackleton ging ondernemen om het continent over te steken. 
De Ross Sea Party kende een moeilijke start. Slechts de helft van het begrote budget mocht gebruikt worden. Het basiskamp van de Ross Sea Party lag in McMurdo Sound, waar tegenwoordig Station McMurdo ligt. De communicatie met het team van Shackleton kende ook problemen. Zo wist Mackintosh niet wanneer Shackleton de oversteek ging maken. De expeditie had als eindpunt Mount Hope, dat op 26 januari 1916 werd bereikt. Op de terugweg naar het basiskamp werd de conditie van Mackintosh slechter. Hij kon geen slede meer vooruittrekken. Zijn mede-expeditielid Arnold Spencer-Smith was er nog slechter aan toe en overleed op 9 maart. Op Hut Point konden expeditieleden opnieuw krachten opdoen door het eten van zeehondenvlees. Op 8 mei 1916 deed Mackintosh, samen met Victor Hayward, een poging om het basiskamp te bereiken dat 21 kilometer verderop lag. Ze zouden het basiskamp nooit bereiken en hun lichamen werden ook nooit teruggevonden.
De berg Mount Mackintosh op Antarctica is naar hem vernoemd.